# ジョニー・アルシヤ

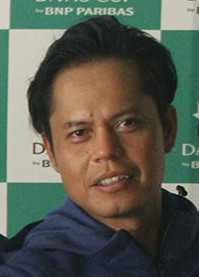
ジョニー・アルシヤ(2018年)

ジョニー・アルシヤ（Johnny Arcilla, 1980年2月15日 - ）は、フィリピンの男子テニス選手。南レイテ州ブトゥアン出身。ATP自己最高ランキングはシングルスの1288位 (2010年8月2日)。
2008年よりデビスカップフィリピン代表に選ばれている。